# 普热梅希尔
普热梅希尔（波蘭語：Przemyśl，發音：[ˈpʂɛmɨɕl] ⓘ，羅馬化：Peremyshl，發音：[peˈrɛmeʃlʲ] ⓘ）是波兰东南部的一座城市，人口为67,847人（2005年）。
普热梅希尔拥有悠久的历史，和有利的地理位置，位處普热梅希尔门，一个连接山地和平原的地区，交通便利，土壤肥沃，又濒临适于航行的桑河。重要的贸易路线经过该市，确保其重要地位。

## 历史
普热梅希尔是波兰南部第二古老的城市，仅次于克拉科夫。早在8世纪已经创立。该地区随后属于大摩拉维亚。普熱梅希爾地區約在9世紀時開始成為波蘭、基輔羅斯及匈牙利爭奪的地方。該地區在981年首次被文獻提及（由聶斯特），當時基輔羅斯的弗拉迪米爾一世奪取了該地區。波蘭在1018年重新取得該地，1031年又被羅斯奪回。普熱梅希爾後來成為加利西亞-沃里尼亞王國的一部分。
1340年，波蘭國王卡齊米日三世取得普熱梅希爾。大約在這時，第一個羅馬天主教的教區在該城設立。
该市在文艺复兴时期是一个繁荣的贸易中心。像附近的利沃夫一样，该市的人口由许多民族组成，包括乌克兰人、波兰人、犹太人、德国人、捷克人和亚美尼亚人。17世纪末，繁荣走到了尽头，由于战争的破坏和波兰-立陶宛联邦的全面衰落。衰落持续了一百多年，直到18世纪末城市人口才恢复到过去的水平。

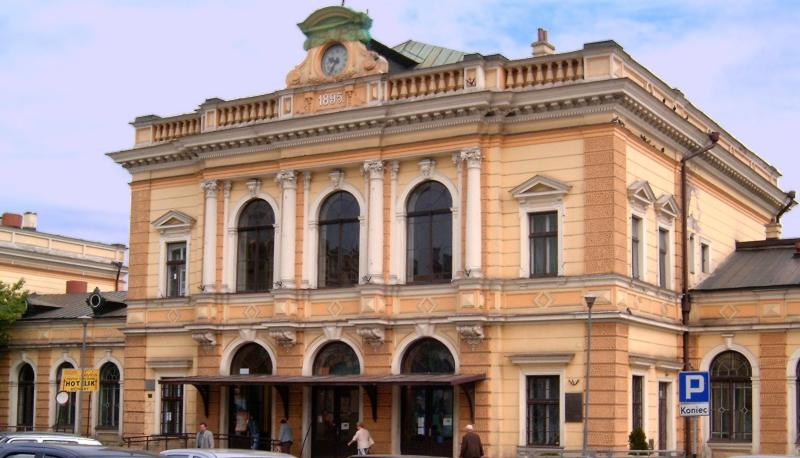
火车总站

1754年，羅馬天主教的主教在該城建立了第一間公眾圖書館。
1772年第一次瓜分波蘭後，普熱梅希爾成為奧地利帝國的領土。1861年，連接普熱梅希爾和西面克拉科夫及東面利沃夫的鐵路興建。
從19世紀中葉至一次大戰前，奧匈帝國在普熱梅希爾的周圍建造了多個要塞，設計上可容納守軍85,000人，最終駐守當地的軍隊達12萬人。
1914年8月，第一次世界大战开始后，俄国军队在战斗开始时击败奥匈帝国军队，迅速进入加利西亚，普热梅希尔要塞有效地发挥了作用，阻止了30万俄国大军向喀尔巴阡山关口和西里西亚首府克拉科夫的推进。第一次普热梅希尔包围战中，奥匈帝国暂时获胜，不过俄国军队重新开始推进，1914年10月再次包圍普熱梅希爾要塞，守軍最終於1915年3月22日投降，俄軍俘虜了126,000人及700門大炮。守軍在投降前破壞了所有要塞工事。俄軍佔領當地的時間不長。同盟國軍隊反攻，於1915年6月3日收復普熱梅希爾。在普熱梅希爾周圍的戰事中，雙方共有多達115,000人陣亡、受傷或失蹤。
奧匈帝國解體後，波蘭人與烏克蘭人爭奪普熱梅希爾。波蘇戰爭結束後，普熱梅希爾成為波蘭第二共和國的領土。1931年普熱梅希爾有人口62,272人。
1939年德國與蘇聯入侵波蘭，普熱梅希爾在兩國瓜分波蘭領土的分界線上，被一分為二。1941年德國入侵蘇聯，把普熱梅希爾東部也佔領。
1944年7月27日，苏联红军从德国军队手中夺取这座城市。在战后的领土重新划分中，波兰与苏联的新边境从普热梅希尔东侧只有几千米的地方经过。因此普热梅希尔与其大部分经济腹地的联系被切断。由于纳粹对犹太人的大屠杀，以及战后的波蘭政府驱逐了大部分乌克兰人，该市的人口下降到只有24,000人，其中绝大部分都是波兰人。不过，该市又接收了来自东加利西亚的数千波兰移民，于是人口数字又恢复到战前水平。
由于经过许多灾难，该市在1945年以后发展停滞。1991年苏联解体、乌克兰独立后，波兰-乌克兰边境开放，该市的情景有所改善。

## 名胜
历史建筑

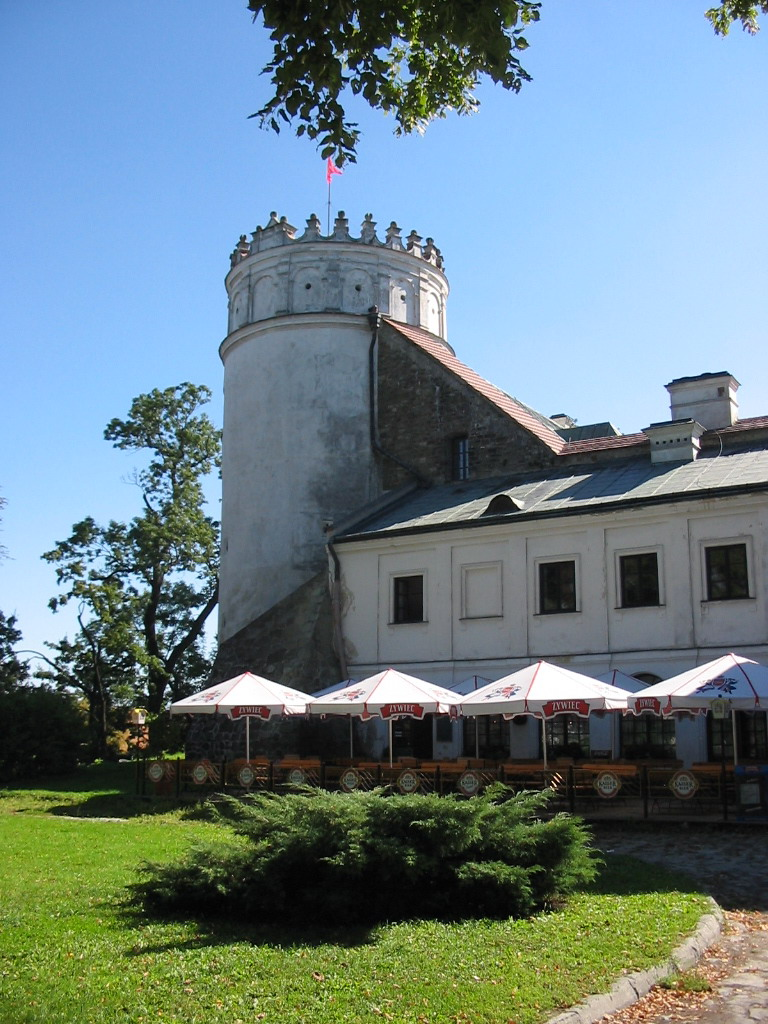
皇家卡齊米日城堡

- 方济各改革派教會修道院，成立于1627年
- Rynek，主要集市广场
- 方济各会教堂，18世纪中叶巴洛克式
- 东仪天主教会主教座堂，前属耶稣会的17世纪教堂，现在是东仪天主教会主教座堂，有美丽的圣幛（iconostasis）
- 加尔默罗会教堂，17世纪文艺复兴式教堂
- 主教座堂
- 城堡，建于14世纪 。

博物馆

## 政治

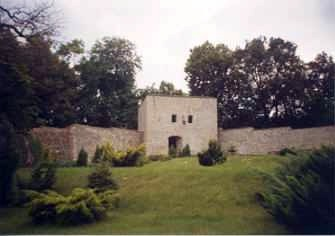
城堡废墟

## 友好城市
- 匈牙利 埃格尔
- 英国 南凯斯蒂文
- 德国 帕德博恩
- 乌克兰 利沃夫
- 乌克兰 特鲁斯卡韦茨
- 乌克兰 卡缅涅茨-波多利斯基

## 備注
1. 按烏克蘭語名譯佩雷米什利